# Кліторія
Кліто́рія (Clitoria) — рід квіткових рослин родини бобових (підродина метеликові).

## Походження назви
Таку незвичайну назву цей рід дістав завдяки будові квітки: човник, оточений вітрилом та веслами, нагадує жіночий клітор у куточку вульви. Назву Flos clitoridis ternatensibus дав у 1678 році німецький ботанік Г. Е. Румф першим описаним видам цього роду. Аналогічно її йменував німецький ботанік Й. Ф. Брейне у 1747 році. Примітно, що різні назви цієї рослини мовами місцевого населення теж пов'язані з жіночими статевими органами.
Проте, таку відверту назву уподобали не всі ботаніки, деяким вона здалася проявом поганого смаку. Критикували назву Кліторія Джеймс Сміт у 1807 році, Амос Ітон у 1817, Мішель Етьєнн Декуртіль у 1826, Ітон з В. Райтом у 1840. Були запропоновані інші назви: Vexillaria (Eaton 1817) та Nauchea (Descourtilz 1826), але вони не відбивали особливостей незвичайної будови квітки і не прижилися.
Ненаукові назви: «голубині крила» (англомовні країни), «соромітна квітка» (Німеччина), «метеликовий горошок» (англомовні країни, Німеччина), «анчан» (Таїланд).

## Поширення
Рослини роду Clitoria ростуть у тропічних та помірних широтах, зокрема в Південно-Східній Азії та Мадагаскарі, деякі види походять з тропіків та субтропіків Америки. Найбільш поширеним видом є кліторія трійчаста (Clitoria ternatea).

## Уживання

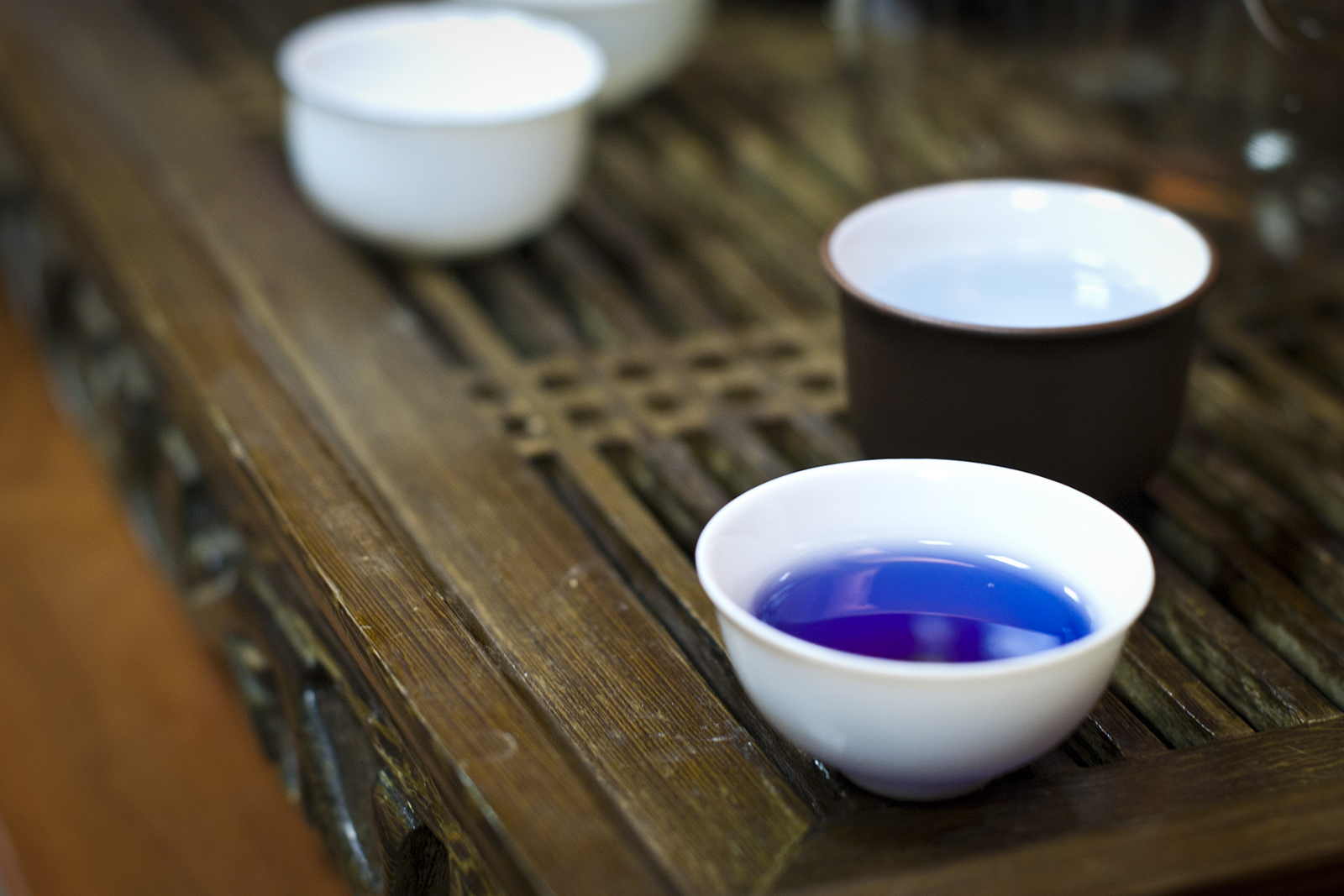
Чашка напою нам док анчан

### У кулінарії
У Південно-Східній Азії квітки кліторії вживають замість харчового барвника — малайці підбарвлюють ними страви з рису (зокрема «хао том»), а у Таїланді їх використовують для приготування напою блакитного кольору нам док анчан (тайськ. น้ำดอกอัญชัน).

### У медицині
Кліторія трійчаста є лікарською рослиною: її коріння використовують в аюрведичній медицині.

### У садівництві
Деякі види кліторії вирощують як декоративні рослини. Найбільш поширена у культурі кліторія трійчаста, гірше приживається кліторія атлантична. Представники роду Кліторія є теплолюбними рослинами: так, трійчаста кліторія не переносить температуру нижче 10 °C, отже, у регіонах з помірним кліматом кліторію можна вирощувати тільки у закритому ґрунті (в оранжереях або горщиках), і лише частину року її можна виставляти на відкрите повітря.
Кліторія трійчаста потребує доброго сонячного освітлення, їй не протипоказане навіть пряме проміння. Влітку рослини ліпше виносити на відкрите повітря. Рослина любить воду, обов'язкове регулярне поливання, ліпше м'якою відстоялою водою. Вона віддає перевагу багатим на живильні речовини структурованим ґрунтам, для посадки можна використати ґрунтосуміш з торфу, річкового піску, перегною та дернової землі (у пропорції 2:1:1:1). Субстрат повинен бути добре дренованим: щоб запобігти перезволоженню. Корисні підживляння добривами для квітних рослин: їх рекомендують вносити протягом всього періоду вегетації, двічі на місяць. Якщо кліторію вирощують як багаторічник, навесні проводять обрізання та пересадження у більший горщик.
Розмножують кліторію насінням та живцями. Насіння рекомендують висіювати у лютому-березні, перед сівбою його вимочують у воді або розчині стимулятору на 3-4 години, потім садять у суміш торфу, річкового піску та листяної землі (1:1:1) або у торф'яні таблетки. Ємності з посівом повинні перебувати у теплому місці (близько 20 °C), не слід забувати про зволоження та провітрювання. Сходи з'являються приблизно через 10 днів. Коли вони зміцніють, їх пікують в окремі горщики. Живці зрізають у квітні-липні, висаджують у торф'яні таблетки, вологий перліт або вермикуліт. У відкритий ґрунт розсаду висаджують, лише коли минуть заморозки. Заквітає кліторія у середині літа та цвіте до осені. Перед заморозками її викопують та переносять до теплого приміщення. Можна вирощувати кліторію і як однорічну рослину.

## Види
- Clitoria albiflora Mattei — Кліторія білоквіткова
- Clitoria amazonum Benth. — Кліторія амазонська
- Clitoria andrei Fantz
- Clitoria angustifolia Kunth — Кліторія вузьколистна
- Clitoria annua J. Graham — Кліторія однорічна
- Clitoria arborea Benth. — Кліторія деревна (Кліторія деревоподібна)
- Clitoria arborescens R.Br. — Кліторія деревоподібна
- Clitoria australis Benth. — Кліторія південна
- Clitoria biflora Dalziel — Кліторія двоквіткова
- Clitoria brachystegia Benth.
- Clitoria bracteata Poir.
- Clitoria brasiliana L. — Кліторія бразильська
- Clitoria cajanifolia (C.Presl) Benth. — Кліторія каянолисткова
- Clitoria capitata Rich. — Кліторія голівчаста
- Clitoria dendrina Pittier
- Clitoria fairchildiana R. A. Howard
- Clitoria falcata Lam. — Кліторія серпоподібна
- Clitoria fragrans Small — Кліторія запашна
- Clitoria glycinoides DC. — Кліторія соєподібна
- Clitoria guianensis (Aubl.) Benth. — Кліторія гвіанська
- Clitoria heterophylla Lam. — Кліторія різнолисткова
  - Clitoria heterophylla var. heterophylla
  - Clitoria heterophylla var. pedunculata (Bojer ex Benth.) Fantz
- Clitoria javitensis subsp. javitensis
- Clitoria laurifolia Poir. — Кліторія лавролисткова
- Clitoria linearis Gagnep. — Кліторія лінійна
- Clitoria mariana L. — Кліторія атлантична
- Clitoria mearnsii De Wild.
- Clitoria mexicana Link — Кліторія мексиканська
- Clitoria moyobambensis Fantz
- Clitoria nana Benth. — Кліторія карликова
- Clitoria pedunculata Bojer ex Benth.
- Clitoria pinnata (Pers.) R. H. Sm. & G. P. Lewis — Кліторія пірчаста
- Clitoria plumieri Turpin ex Pers. — Кліторія пірчаста
- Clitoria polyphylla Poir. — Кліторія багатолисткова
- Clitoria racemosa G.Don — Кліторія волотева
- Clitoria racemosa Benth.  — Кліторія волотева
- Clitoria rubiginosa Pers. — Кліторія іржава
- Clitoria sagotii Fantz
- Clitoria schiedeana Schltdl.
- Clitoria stipularis Benth. — Кліторія солом'яна
- Clitoria tanganicensis Micheli
- Clitoria ternatea L. — Кліторія трійчаста
- Clitoria virginiana L. — Кліторія віргінська
- Clitoria woytkowskii Fantz — Кліторія Войтковського
- Clitoria zanzibarensis Vatke — Кліторія занзибарська
  - Clitoria zanzibarensis («менгкоемієнг») — Кліторія занзибарська

## Галерея

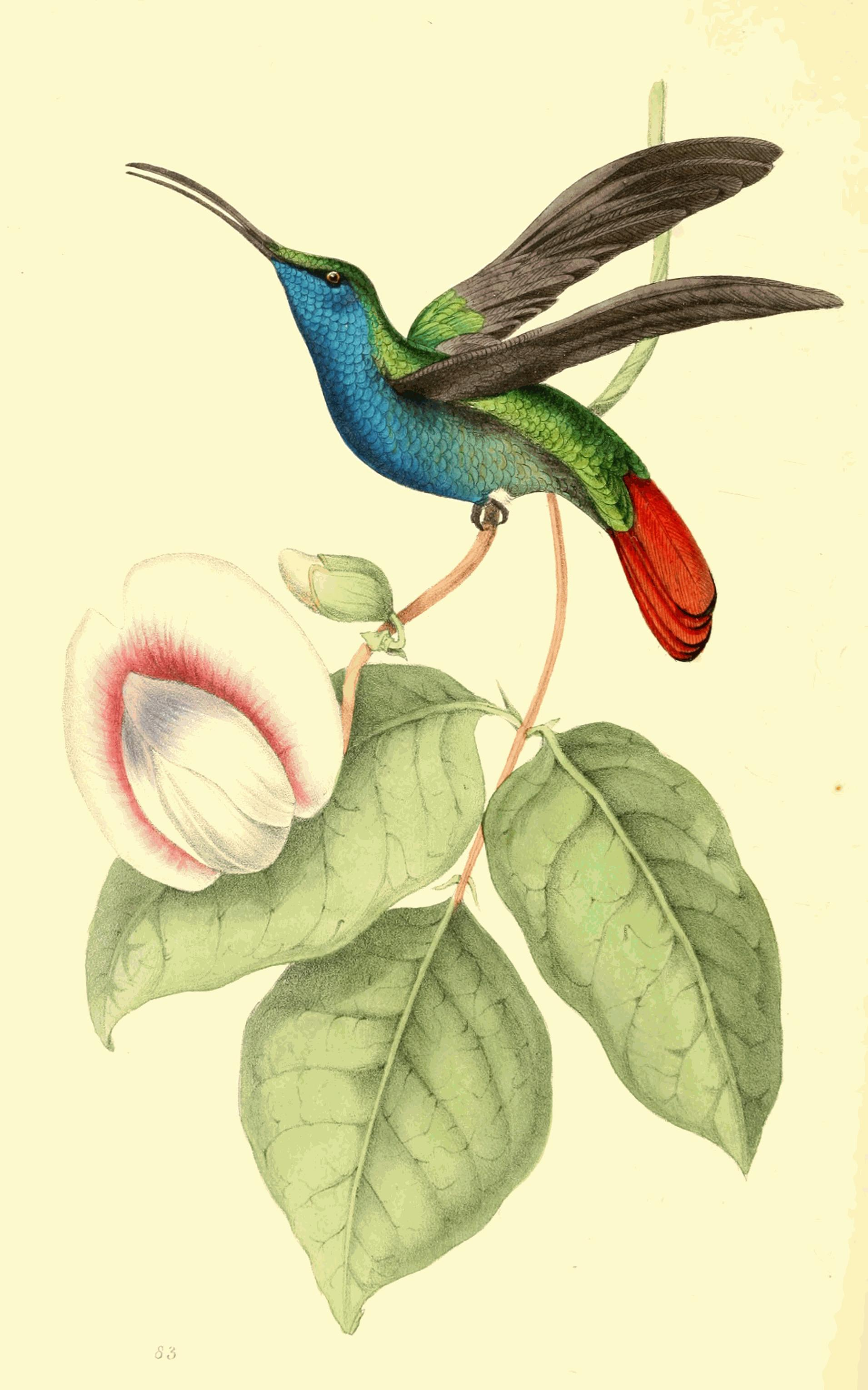
Кліторія Плюм'є (Clitoria Plumieri). Малюнок 1821 року
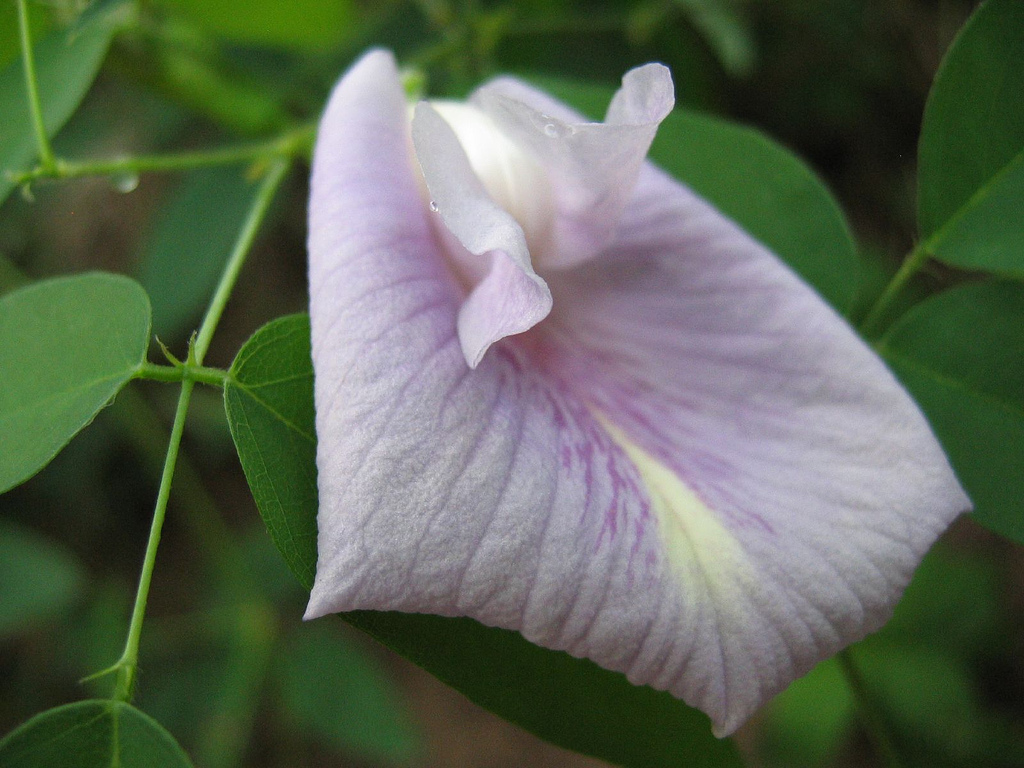
Кліторія атлантична (Clitoria mariana)
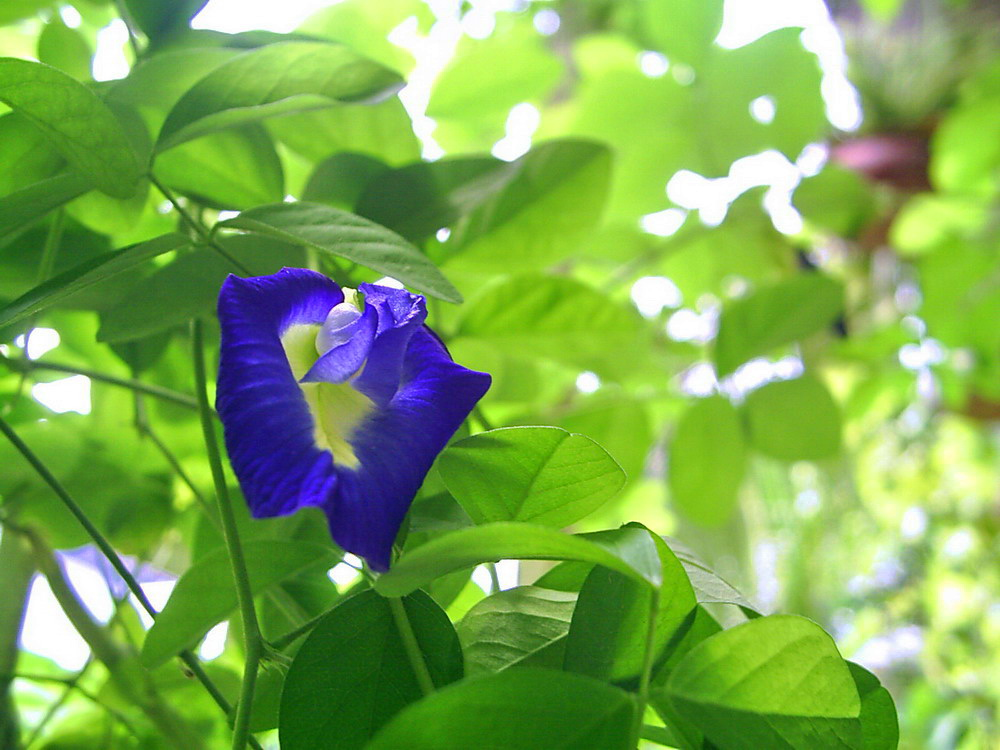
Кліторія трійчаста (Clitoria ternatea), у Бангладеші відома як «Неел Апораджіта»
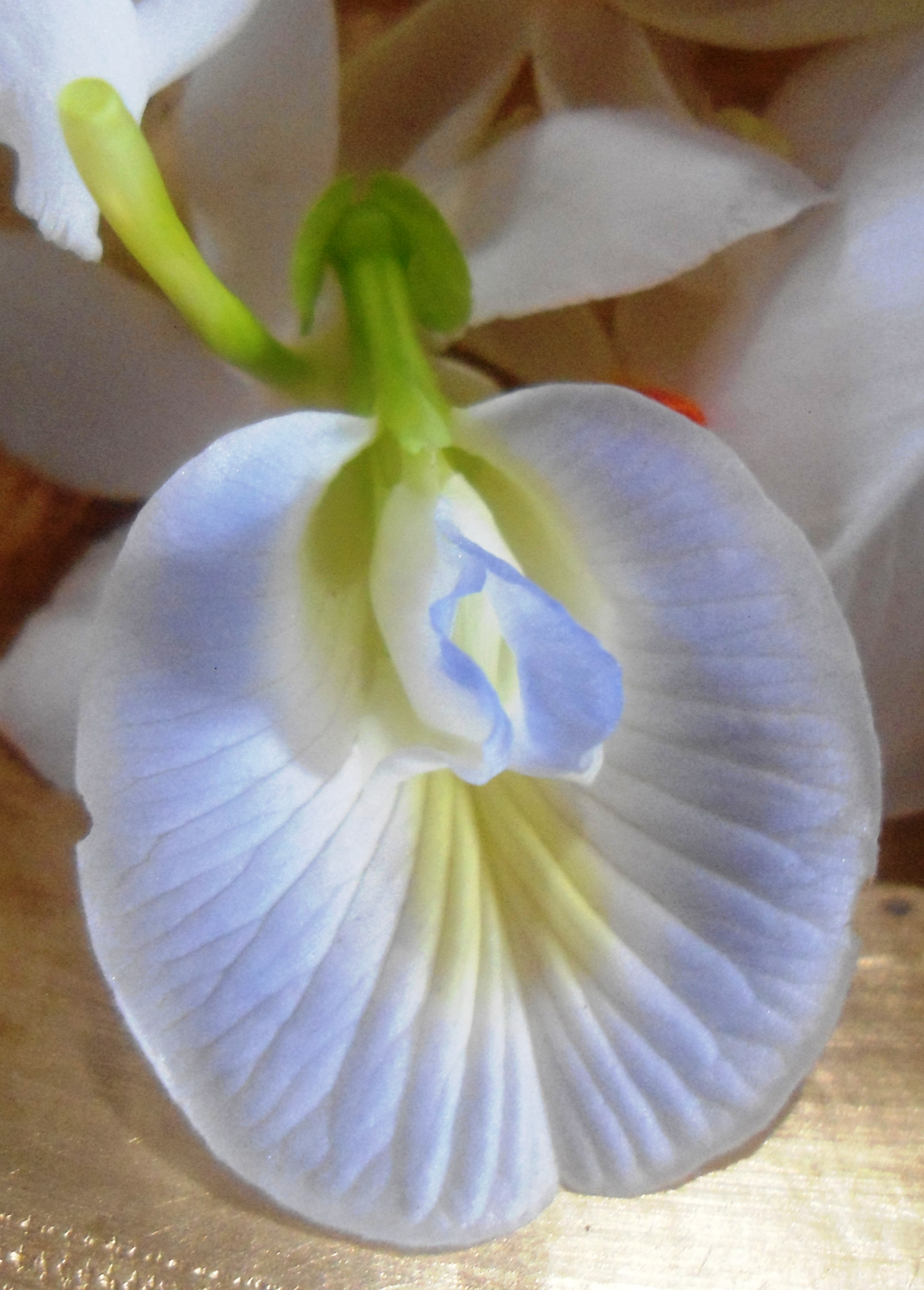
Кліторія трійчаста у Вішакхапатнамі (Індія)
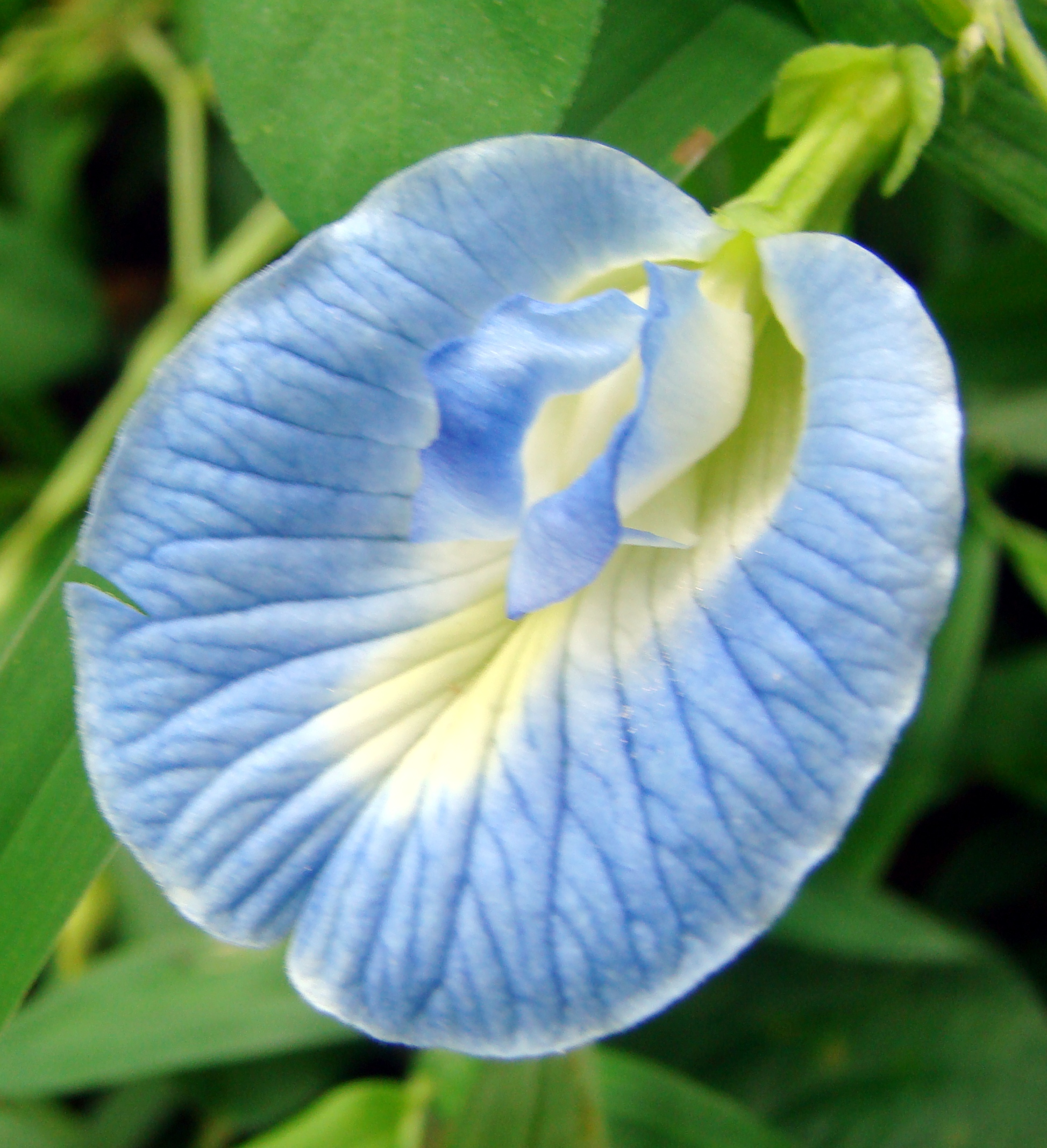
Кліторія трійчаста з блакитною квіткою
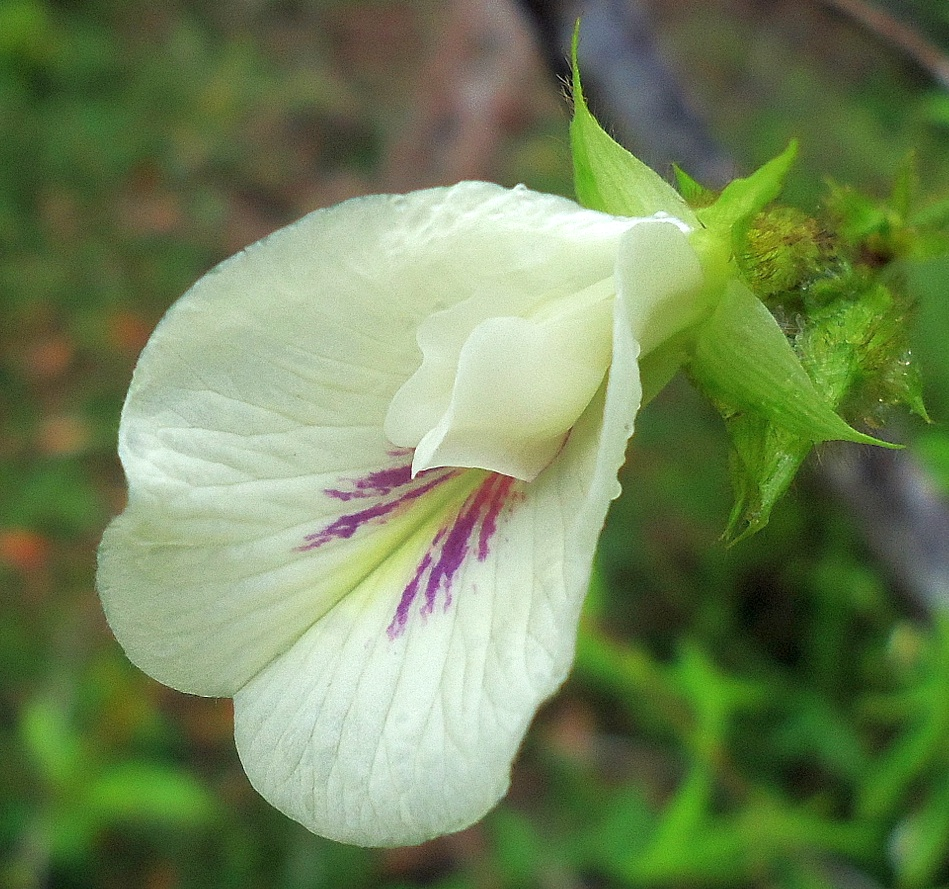
Кліторія серпоподібна (Clitoria falcata)
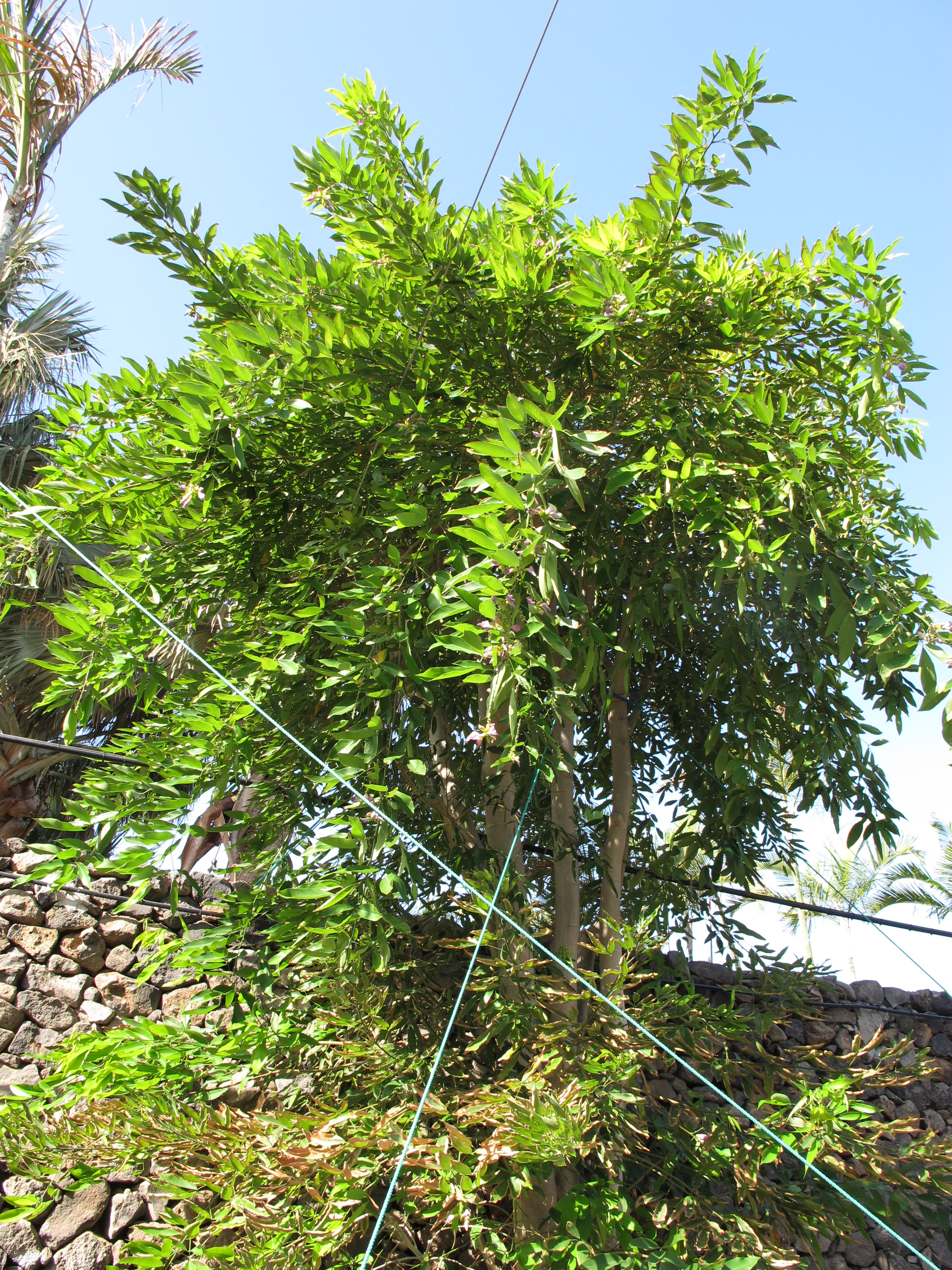
Clitoria fairchildiana